# Hani

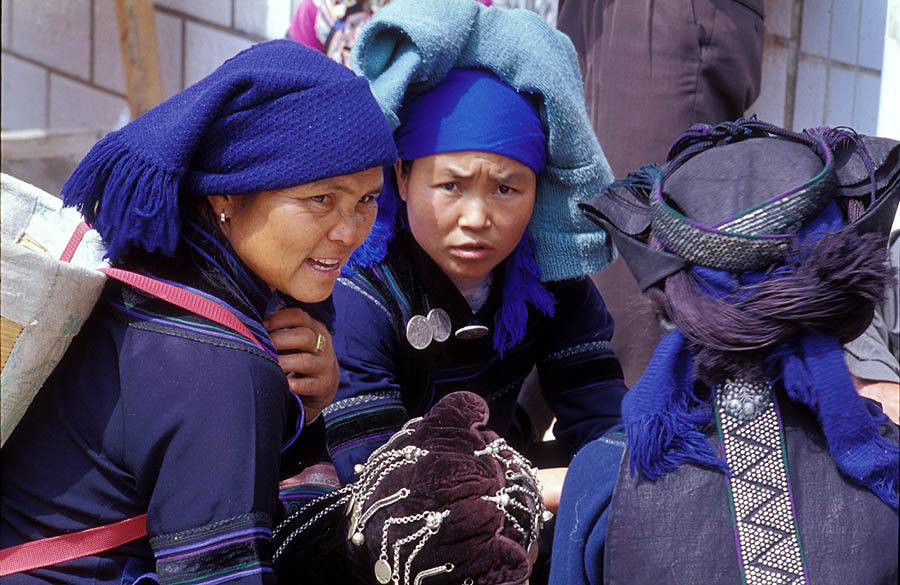
Dagelijkse omgang tussen Hani, in Yunnan.

De Hani (Hani: Haqniq; Chinees: 哈尼族; pinyin: Hānízú; Vietnamees: Người Hà Nhì) zijn een volk in China en Vietnam. Het volk is een van de 56 officieel erkende etnische groepen in China en ook in Vietnam worden ze door de overheid erkend. Het grootste deel van de Hani leeft in de provincie Yunnan in het zuidwesten van China.
Achang · Akha · Bai · Baima · Blang (Bulong) · Bonan · Buyi · Dai · Daur · De'ang · Dong · Dongxiang · Drung · Evenken · Gaoshan (Taiwanese aboriginals) · Gelao · Gin (Vietnamezen) · Han · Hani · Hlai (Li) · Hui · Jingpo · Jino · Kazachen · Kirgiezen · Koreanen · Lahu · Lhoba · Lisu · Mantsjoes · Maonan · Miao (Hmong) · Mongolen · Monpa (Menba) · Mulam (Mulao) · Nanai (Hezhe) · Naxi · Nu · Oeigoeren · Oezbeken · Oroqen · Pumi · Qiang · Russen · Salar · She · Sui · Tadzjieken · Tataren · Tibetanen (Zang) · Tu · Tujia · Wa (Va) · Yao · Yi · Yugur · Xibe · Zhuang